# مقاطعة إل باسو (تكساس)
مقاطعة إل باسو (بالإنجليزية: El Paso  County)‏ هي إحدى المقاطعات في ولاية تكساس، الولايات المتحدة الأمريكية، يبلغ عدد سكانها 800,647 نسمة طبقا لإحصاء عام 2010 .

موقع المقاطعة في ولاية تكساس